# Modelo de efectos aleatorios
En estadística, un modelo de efectos aleatorios, también conocido como modelo de componentes de la varianza, es una especie de modelo lineal jerárquico. Se supone que el conjunto de datos que se analiza consiste en una jerarquía de diferentes poblaciones cuyas diferencias se refieren a esa jerarquía. En econometría, se utilizaron modelos de efectos aleatorios en el análisis de la jerárquica o de datos de panel cuando se supone no hay efectos fijos (que permite efectos individuales). El modelo de efectos aleatorios es un caso especial del modelo de efectos fijos. En contraste esto con las definiciones bioestadísticas, que utilizan efectos "fijos" y "al azar" para referirse, respectivamente, a los efectos de la media de la población y de individuos específicos (donde la media de éstos generalmente se asume como no conocida, por lo que se usan variables latentes).

## Descripción cualitativa
Tales modelos ayudan en el control de la heterogeneidad no observada cuando esta heterogeneidad es constante en el tiempo y correlacionado con variables independientes. Esta constante puede ser retirada de los datos a través de diferenciación, por ejemplo mediante la adopción de una primera diferencia, lo que eliminará cualquier componente invariante en el tiempo del modelo.
Hay dos supuestos comunes realizados sobre el efecto específico individual, el supuesto de efectos aleatorios y el supuesto de efectos fijos. El supuesto de efectos aleatorios (hecho en un modelo de efectos aleatorios) es que los efectos específicos individuales no están correlacionados con las variables independientes. El efecto supuesto de fijo es que el efecto específico individuo está correlacionada con las variables independientes. Si el supuesto de efectos aleatorios se sostiene, el modelo de efectos aleatorios es más eficiente que el modelo de efectos fijos. Sin embargo, si esta hipótesis no se sostiene (es decir, si la prueba de Durbin-Watson falla), el modelo de efectos aleatorios no es consistente.

## Ejemplo
Supongamos que hay m grandes escuelas primarias, las cuales son elegidas al azar de entre las miles que hay en un país grande. Supongamos también que n alumnos de la misma edad son elegidos al azar en cada escuela seleccionada. Sus puntuaciones en una prueba de aptitud estándar se determinan. SeaYij la puntuación del j alumno en la i escuela. Una manera simple para modelar las relaciones de estas cantidades es
{\displaystyle Y_{ij}=\mu +U_{i}+W_{ij},\,}
donde μ es la puntuación media de prueba para toda la población. En este modelo U i es el efecto aleatorio de la escuela específica: mide la diferencia entre la puntuación media en la escuela i y el puntaje promedio en todo el país y que es "aleatorio" porque la escuela ha sido seleccionada al azar de una población mayor de escuelas. El término, W ij es el error-individuo específico. Es decir, es la desviación de la puntuación de la j-ésima del alumno de la media de la escuela i. De nuevo, esto es considerado como aleatorio, debido a la selección aleatoria de los alumnos dentro de la escuela, a pesar de que es una cantidad fija para cualquier alumno determinado.
El modelo se puede aumentar mediante la inclusión de variables explicativas adicionales, que capten las diferencias en las puntuaciones entre los diferentes grupos. Por ejemplo:
{\displaystyle Y_{ij}=\mu +\beta _{1}\mathrm {Sex} _{ij}+\beta _{2}\mathrm {Race} _{ij}+\beta _{3}\mathrm {ParentsEduc} _{ij}+U_{i}+W_{ij},\,}
donde Sexo ij es la variable dummy para niños / niñas, ij raza es la variable ficticia para los alumnos blancos / negro, y ParentsEduc ij registra el nivel promedio de educación de los padres del niño. Se trata de un modelo mixto , no un modelo de efectos puramente aleatorios.

## Los componentes de varianza
La varianza de Y ij es la suma de las varianzas τ 2 y σ 2 de U y W i ij respectivamente.
Deje
{\displaystyle {\overline {Y}}_{i\bullet }={\frac {1}{n}}\sum _{j=1}^{n}Y_{ij}}
igual a la media, no de todos los resultados de la i ª escuela, pero de los que están en la i ª escuela que se incluyen en la muestra aleatoria. Sea
{\displaystyle {\overline {Y}}_{\bullet \bullet }={\frac {1}{mn}}\sum _{i=1}^{m}\sum _{j=1}^{n}Y_{ij}}
ser el "gran promedio".
Sea
{\displaystyle SSW=\sum _{i=1}^{m}\sum _{j=1}^{n}(Y_{ij}-{\overline {Y}}_{i\bullet })^{2}\,}
{\displaystyle SSB=n\sum _{i=1}^{m}({\overline {Y}}_{i\bullet }-{\overline {Y}}_{\bullet \bullet })^{2}\,}
ser, respectivamente, la suma de cuadrados debido a las diferencias dentro de los grupos y la suma de cuadrados debido a la diferencia entre los grupos. Entonces se puede demostrar que:
{\displaystyle {\frac {1}{m(n-1)}}E(SSW)=\sigma ^{2}}
y
{\displaystyle {\frac {1}{(m-1)n}}E(SSB)={\frac {\sigma ^{2}}{n}}+\tau ^{2}.}
Estos " cuadrados medios esperados "pueden ser utilizados como base para la estimación de los "componentes de la varianza" σ 2 y τ 2.
Insesgadez